# Smoking

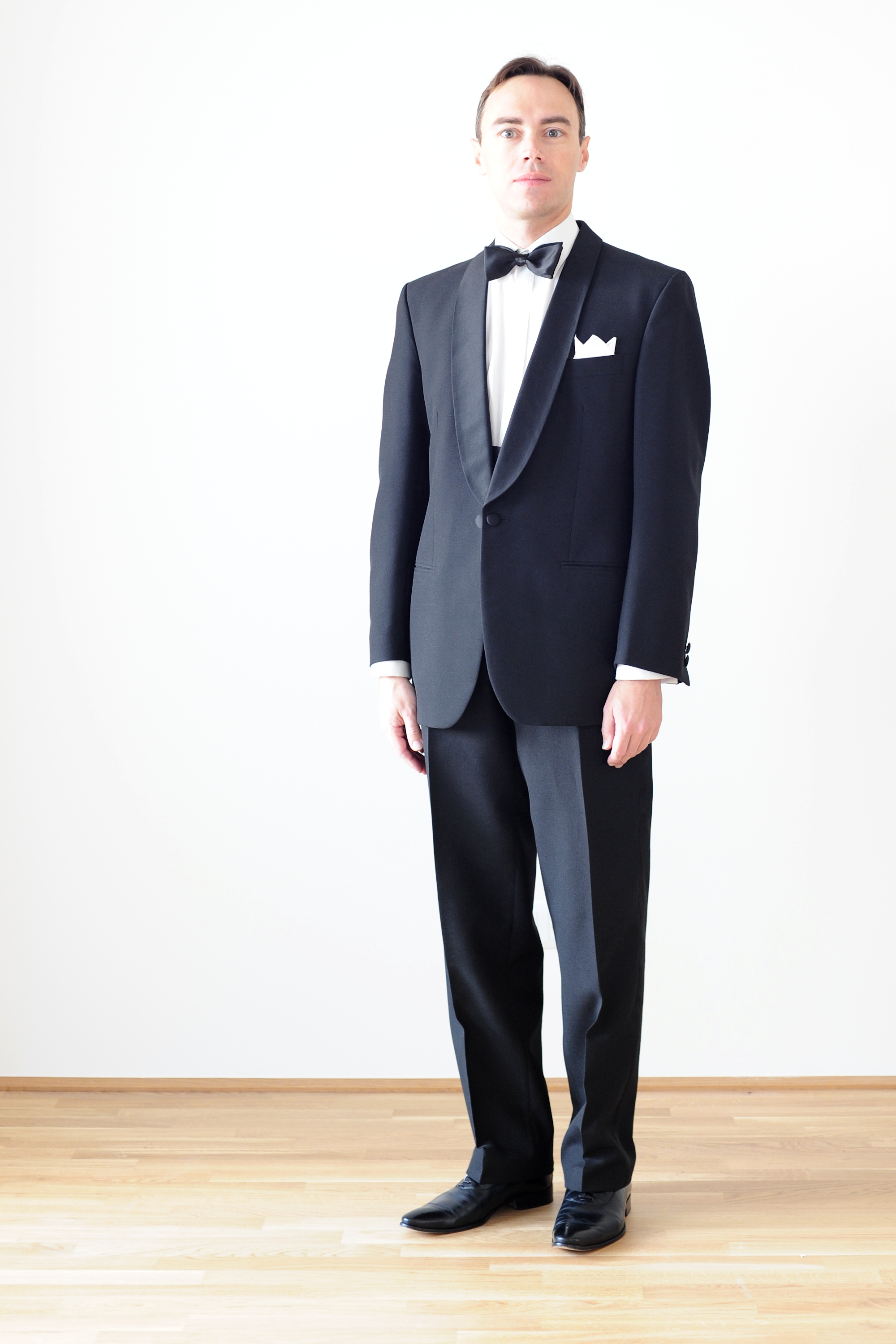
Um homem com roupa formal (black tie)

O smoking é um traje de cerimónia masculino, sendo também conhecido como black tie (traduzido do inglês, "gravata preta"). É uma roupa masculina semiformal para eventos noturnos, exigindo o uso de laço preto e casaco preto (recomendado) ou azul (muito) escuro.

## Origem

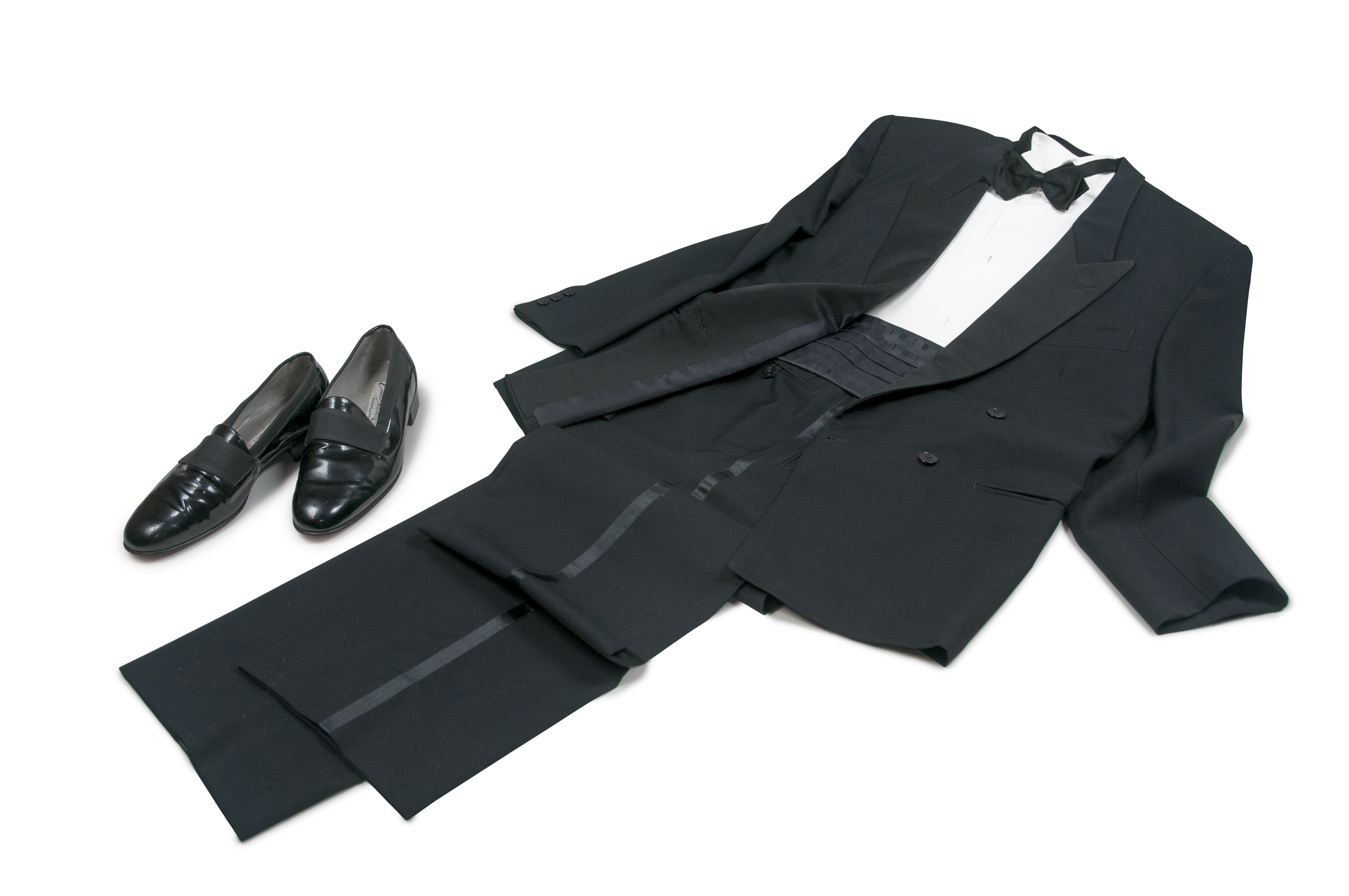
Elementos da roupa social

A sua criação foi por volta de 1850, quando o periódico londrino Gentleman’s Magazine apresentou uma proposta do que seria um casaco ideal para quem gosta de fumar. A ideia era um tipo de robe de chambre, veludo, caxemira, plush ou flanela, revestido com cores brilhantes, ornamentada com algum tipo de estampa e botões grandes. Ele era menor estruturado que o blazer e portanto confortável para se ficar em casa enquanto se degustava charutos após as refeições. Portanto o Smoking originalmente era uma espécie de Robe, uma vestimento informal.
Em 1860, quando a empresa Henry Poole & Co. costurou um casaco de seda azul para e a pedido do - então - príncipe de Gales (posteriormente, rei Eduardo VII do Reino Unido) trajar em jantares internos, como alternativa à casaca.
Conta-se que, quando James Potter, de Nova York, visitou o príncipe Edward VII, ficou tão impressionado com a vestimenta que encomendou a Henry Poole uma igual para si. Quando Potter voltou para Nova York, usou o seu novo traje no Tuxedo Park Club. Rapidamente outros membros da agremiação copiaram o design, até que este veio a ser adotado como a referência informal para jantares. A denominação americana para o smoking, tuxedo, poderá ter aí a sua origem.

O termo específico utilizado em português, smoking, deriva do inglês smoking jacket, item de vestuário hoje relativamente raro, não sendo mais utilizado com o propósito de se fumar charutos mas sim para eventos formais.

## Composição
Não sendo tão rígido de elementos como a casaca, no entanto segue alguma tradição:
- Casaco curto com lapelas em seda ou cetim;
- Calças com laterais no mesmo material da lapela;
- Faixa ou colete preto (nunca ambos);
- Camisa branca com frente trabalhada;
- Laço preto de seda;
- Meias pretas, preferencialmente de seda;
- Sapato clássico preto, de verniz.